# Cmentarz żydowski w Debrznie
Cmentarz żydowski w Debrznie – nieistniejący, założony w XVIII wieku kirkut znajdujący się przy ul. Mokotowskiej. Po dewastacji w czasie II wojny światowej na jego terenie powstały domy mieszkalne.